# 퀸스 대학교 (캐나다)
퀸즈 대학교(Queen's University at Kingston)는 캐나다 온타리오 주 킹스턴에 위치하고 있는 대학교로 캐나다의 명문대 중 하나로 손꼽히는 학교이다.
1841년 스코틀랜드 교회가 빅토리아 여왕의 칙허장을 받아 1842년 퀸스 칼리지(Queen's College)로 문을 열었다. 당시 캐나다는 영국의 식민지배를 받고 있었고 그로부터 26년이 지난 뒤 독립을 했다. 1858년 캐나다에서 처음으로 퀸스 대학에 학생회가 설립되었다. 1912년 종교의 틀을 벗어난 대학이 되었으며, 1922년 캐나다에서 최초로 대학이 운영하는 라디오 교육방송국을 설립했다. 1991년 개교 150주년을 맞이했다. 2010년 미국, 영국, 오스트레일리아, 뉴질랜드, 독일, 스웨덴에 있는 세계적인 명문대학들과 함께 MNU(Matariki Network of Universities)를 결성했다.
캐나다에서 거의 유일하게 에세이와 내신 점수를 종합적으로 평가해서 신입생들을 선발하는 대학으로, 캐나다 내에서는 보통 신입생 입학성적이 가장 높은 맥길 대학교와 더불어 학생들을 까다롭게 선별하는 대학으로 인식된다.
현재 인문학, 사회과학, 공학, 경영학, 예술, 의학, 간호학, 법학, 교육학 부문 등 18개 단과대학 및 학부가 있다. 도서관에는 260만 권 이상의 도서가 비치되어 있다. 정계, 재계 유력인사를 비롯해 다양한 영역에서 활동하는 많은 인재를 배출했으며, 특히 상경계열은 캐나다 최고로 평가받곤 한다.

## 캠퍼스
제1캠퍼스는 캐나다 온타리오 주 킹스턴의 도심에 있으며 면적이 57만 m2이다. 이곳에서 서쪽으로 1킬로미터 떨어진 곳에도 캠퍼스가 있으며, 영국 남동부의 이스트서식스 주 허스트몬슈(Herstmonceux) 성에 국제학센터가 있다. 이 성은 예전에 그리니치천문대가 있던 곳이다.